# Cleptocaccobius khatimae
Cleptocaccobius khatimae är en skalbaggsart som beskrevs av Yves Cambefort 1985. Cleptocaccobius khatimae ingår i släktet Cleptocaccobius och familjen bladhorningar. Inga underarter finns listade i Catalogue of Life.